# Pingnan (Ningde)

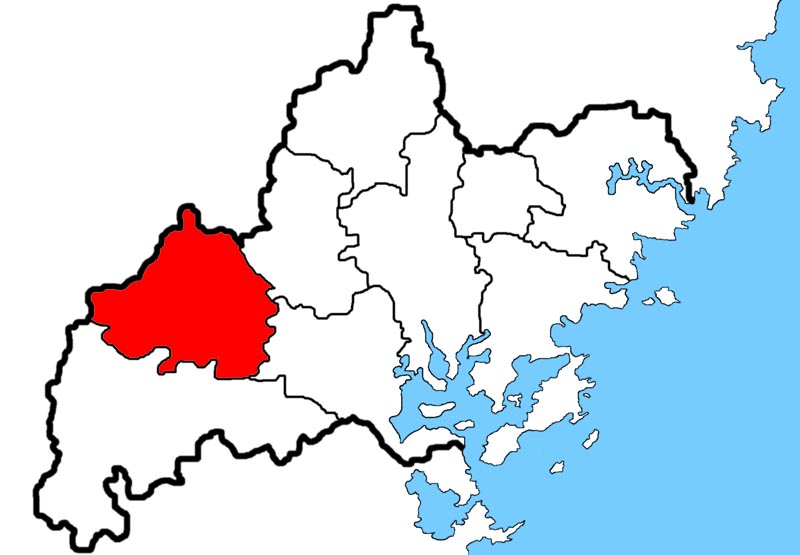
Kreis Pingnang

Pingnan (chinesisch 屏南县, Pinyin Píngnán Xiàn) ist ein chinesischer Kreis der bezirksfreien Stadt Ningde der Provinz Fujian. Er hat eine Fläche von 1.487 km² und zählt 139.825 Einwohner (Stand: 2020). Sein Hauptort ist die Großgemeinde Gufeng (古峰镇).